# Alainův kříž
Alainův (Allainův) kříž je kamenný kříž v Lomnici nad Popelkou v Libereckém kraji. Postaven byl pravděpodobně na památku tragické smrti bratra knížete Kamila Rohana Benjamina (1804–1846) a později začal připomínat též předčasnou smrt Benjaminova syna Alaina (1829–1857). Kníže bratra přemluvil, aby se zúčastnil koňských dostihů. Při dostihu však kůň upadl tak nešikovně, že Alaina přimáčkl a usmrtil.
Kamil si bratrovu smrt vyčítal, a tak dal roku 1849 na svém panství v lese nad obcí Košov vystavět dřevěný kříž, ke kterému se chodil za bratra modlit. Po několika letech byl dřevěný kříž nahrazen přesnou kamennou kopií, která zde stojí dodnes.
Kříž se nalézá u červené turistické značky vedoucí z Tábora na Košov při křižovatce lesních cest asi 0,5 km nad Košovem.